# 双蒙站
双蒙站是位于广西罗城仫佬族自治县的一个铁路车站，邮政编码546415。车站建于1979年，有焦柳铁路经过该站，现仅办理货运业务，不办理客运业务。车站距离月山站1547公里，隶属南宁铁路局，是四等站。